# Horace Silver
Pour les articles homonymes, voir Silver.
Horace Silver, né le 2 septembre 1928 à Norwalk aux États-Unis et mort le 18 juin 2014 à La Nouvelle-Rochelle,, est un pianiste et compositeur de jazz influencé par le blues, le gospel et le rhythm and blues. Il est l'une des figures majeures du courant hard bop et du soul jazz.

## Biographie
Horace Silver est né le 2 septembre 1928 à Norwalk aux États-Unis. Son père, né John Tavares Silva à Maio au Cap-Vert, avait anglicisé son nom en arrivant aux États-Unis, où il travaillait dans une usine de caoutchouc. Sa mère, Gertrude, née à New Canaan dans le Connecticut, était d'origine irlando-africaine. Elle était femme de chambre et chantait dans une chorale d'église. Son père lui enseigne la musique folklorique du Cap Vert.
Il commence assez jeune à apprendre le saxophone et le piano et commence sa carrière comme saxophoniste ténor dans les clubs du Connecticut où il est repéré par Stan Getz en 1950. Enthousiaste, Getz l'emmène en tournée et enregistre quelques titres avec lui. C'est dans son orchestre qu'il s'affirme comme compositeur bebop. Il part ensuite pour New York où il changera d'instrument pour le piano et joue au Birdland avec des saxophonistes de renom tels que Lester Young, Coleman Hawkins et Lou Donaldson. Il travaille ensuite avec Miles Davis, Milt Jackson, Lester Young et Coleman Hawkins. Il effectue les premiers enregistrements sous son nom aux côtés du saxophoniste Lou Donaldson en 1952.
En 1953, il fonde avec le batteur Art Blakey le quintette des Jazz Messengers et enregistre l'album "Horace Silver and the Jazz Messengers" qui est considéré comme la pierre angulaire du courant "hard bop". Il quitte le groupe en 1956 pour fonder le Horace Silver Quintet qui sera avec les Jazz Messengers et les groupes de Miles Davis un des principaux tremplins de jeunes talents.
Dans les années 1980, il tente de fonder son propre label « Silveto », qui se solde par un échec.
Il est nommé dans le 236e des 480 souvenirs cités par Georges Perec dans Je me souviens.
Il est décédé de causes naturelles à New Rochelle, New York, le 18 juin 2014 à 85 ans.

## Style

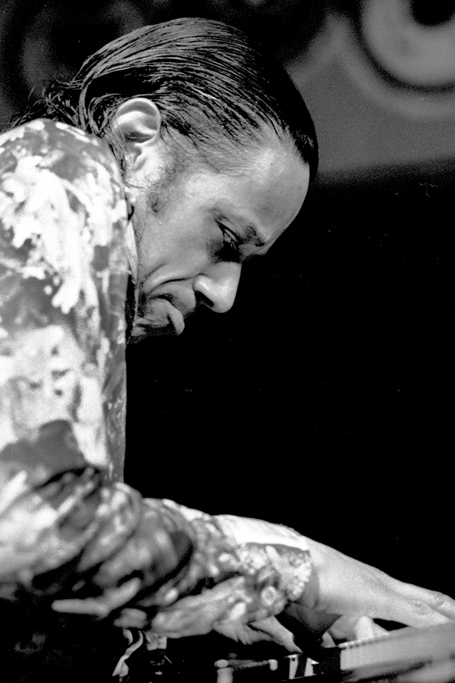
Horace Silver au Keystone Korner de San Francisco (Californie) en 1978.

Silver avait un jeu particulier très rythmique, inspiré par le boogie-woogie, Monk et Bud Powell,. Contrairement au piano bebop plus élaboré, il met l'accent sur des mélodies simples plutôt que sur des harmonies complexes, et inclut de courts riffs et motifs qui vont et viennent au cours d'un solo,. Tandis que sa main droite fournit des lignes bien jouées, sa main gauche ajoute des notes et des accords rebondissants et plus sombres dans un grondement presque perpétuel,.
Horace Silver « jouait toujours de façon percutante, suggérant rarement une force excessive sur les touches, mais offrant un son [...] clair. » Son doigté était idiosyncrasique, mais cela ajoutait à l'individualité de sa technique pianistique, particulièrement à l'authenticité des facettes blues de son jeu. Le Penguin Guide to Jazz donne une appréciation d'ensemble : « le blues, les mécanismes teintés de gospel et les attaques percussives donnent à ses interprétations un style plus coloré et un humour généreux confère à tous ses disques une atmosphère positive ». Une partie de cet humour réside dans la prédilection de Silver à citer d'autres œuvres musicales dans son propre jeu.

## Discographie

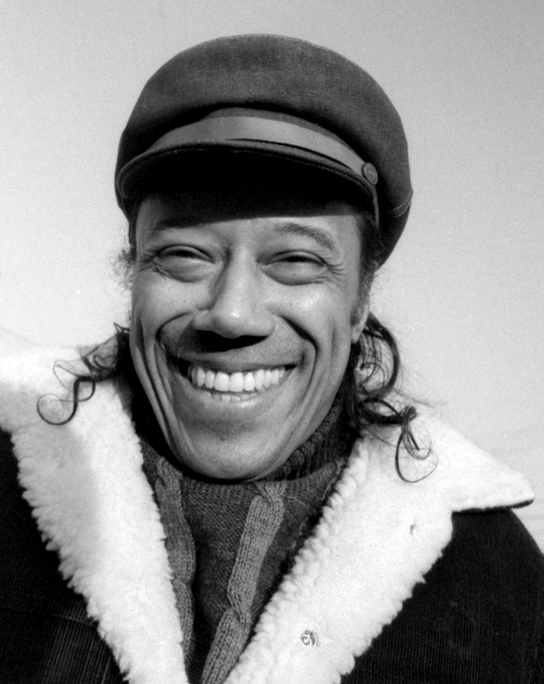
Horace Silver en 1983 à Berkeley (Californie).

### Albums (comme leader)
- 1952 : New Faces New Sounds (Introducing the Horace Silver Trio) (en)
- 1956 : Horace Silver and the Jazz Messengers (Blue Note)
- 1956 : Silver's Blue (en)
- 1956 : 6 Pieces of Silver (en)
- 1956 : Horace Silver Trio and Art Blakey-Sabu (en)
- 1957 : The Stylings of Silver (en)
- 1958 : Further Explorations (en)
- 1958 : Live at Newport '58 (en)
- 1959 : Finger Poppin' (en)
- 1959 : Blowin' the Blues Away
- 1960 : Horace-Scope (en)
- 1961 : Doin' the Thing (en)
- 1962 : The Tokyo Blues (en)
- 1962 : Paris Blues
- 1963 : Silver's Serenade (en)
- 1964 : Live 1964 (en)
- 1964 : Song for My Father
- 1965 : The Cape Verdean Blues
- 1965 : The Natives Are Restless Tonight
- 1965-1966 : Re-entry
- 1966 : The Jody Grind (en)
- 1968 : Serenade to a Soul Sister (en)
- 1969 : You Gotta Take a Little Love (en)
- 1970 : That Healin' Feelin' (en)
- 1970 : Total Response (en)
- 1972 : All (en)
- 1972 : In Pursuit of the 27th Man (en)
- 1975 : Silver 'n Brass (en)
- 1975-1976 : Silver 'n Wood (en)
- 1976 : Silver 'n Voices (en)
- 1977 : Silver 'n Percussion (en)
- 1977 : June 1977 (Bremen, Germany) (Promising Music, sorti en 2014)
- 1978 : Silver 'n Strings Play the Music of the Spheres (en)
- 1981 : Guides to Growing Up (en)
- 1983 : Spiritualizing the Senses (en)
- 1983 : There's No Need to Struggle (en)
- 1985 : The Continuity of Spirit (en)
- 1988 : Music to Ease Your Disease (en)
- 1993 : It's Got to Be Funky (en)
- 1994 : Pencil Packin' Papa (en)
- 1996 : The Hardbop Grandbop
- 1997 : A Prescription for the Blues (en)
- 1999 : Jazz Has a Sense of Humor (en)

### En sideman

#### avecArt Blakey
- 1954 : A Night at Birdland Vol. 1
- 1954 : A Night at Birdland Vol. 2

#### avecMiles Davis
- 1954 : Volume 3, Miles Davis, Blue Note
- 1954 : Miles Davis Quartet, Miles Davis, Prestige
- 1954 : Miles Davis Quintet, Miles Davis, Prestige
- 1954 : Miles Davis All-Star Sextet, Miles Davis, Prestige

#### avec lesJazz Messengers
- 1955 : At the Cafe Bohemia, Vol. 1 (en)
- 1955 : At the Cafe Bohemia, Vol. 2 (en)
- 1956 : The Jazz Messengers (en)

#### avecSonny Rollins
- 1957 : Volume two

#### avecDee Dee Bridgewater
- 1990 : In Montreux
- 1995 : Love And Peace: A Tribute To Horace Silver

## Autobiographie
- Let's Get to the Nitty Gritty: The Autobiography of Horace Silver, Horace Silver, Août 2007[14]